# Rapport (Textil)
Rapport ist bei textilen Flächengebilden die kleinste Einheit der Bindung, der Bindungsrapport, oder des Musters, der Musterrapport. Der Rapport wiederholt sich fortlaufend in Richtung der Breite als auch in Längsrichtung des Gewebes oder der Maschenware. Durch die Wiederholung und das Aneinandersetzen der Einheit ergibt sich die flächige Musterung der textilen Flächengebilde.
Die Bindung des Gewebes ist die rechtwinklige Verkreuzung der Kett- und Schussfäden und bei Maschenwaren die Art und Weise der Verschlingung der Fäden.
Das Muster des Gewebes bzw. der Maschenware beruht auf der Bindung und entsteht durch Verwenden von in Farbe, Feinheit und Struktur unterschiedlichen Fäden und/oder durch das Kombinieren verschiedener Bindungen sowie durch das Bedrucken. Meist ist der Musterrapport größer als der Bindungsrapport.

## Musterung von Geweben

### Gewebemusterungen durch farbige Fäden
Hahnentritt, Pepita und Vichy sind zweifarbige Karomuster aus quadratischen Farbblöcken, die durch jeweils gleich breite Streifen in Kett- und Schussrichtung entstehen.

#### Hahnentritt

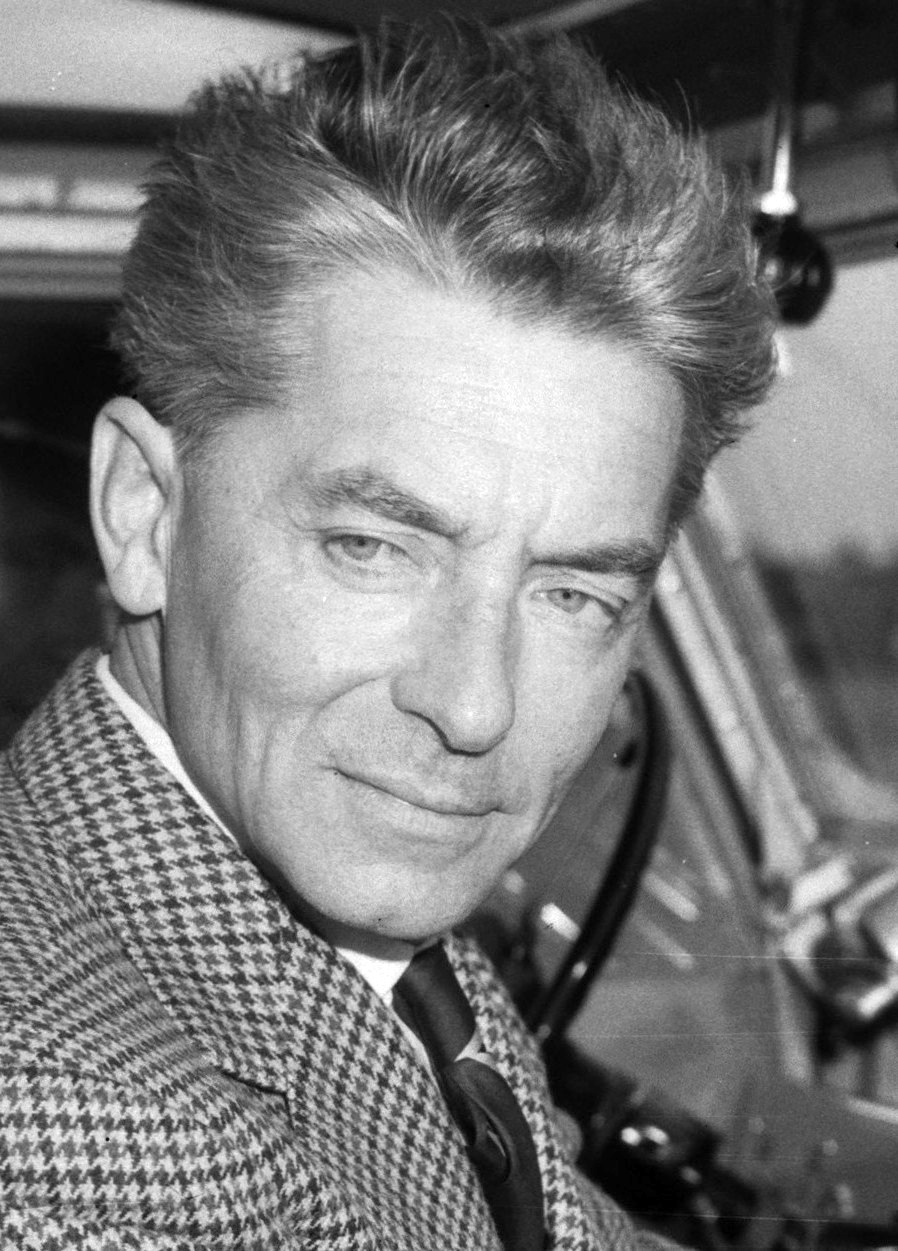
Der Dirigent Herbert von Karajan 1963 in einem Sakko mit Hahnentritt-Muster

Hahnentritt (engl. houndstooth) ist die Handelsbezeichnung für ein farbiges Gewebe mit hellen und dunklen kleinkarierten Farbeffekten (meist schwarz/weiß), die entfernt an die Fußspuren eines Hahns erinnern. Das Muster entsteht durch eine Farb- und Bindungseffekt, der durch die Kombination von Gleichgradköpern-Strukturen wie K 2/2 mit schmalen garngefärbten Streifen in abwechselnd dunklen und hellen Farben sowohl in Kett- als auch Schussrichtung. Für Hahnentrittmusterungen können auch Gewebe in Leinwand- und Panamabindung, aber auch zusammengesetzte Bindungen aus Leinwand und Panama genutzt werden. Gewebe mit dieser Musterung werden zu Freizeitjacken, Hosen, Hemden, Anzügen, Mänteln, Schals, Mützen und Dekorationsstoffen verarbeitet.

#### Vichy/Gingham
Vichy- bzw. Gingham-Karo ist eine Handelsbezeichnung für ein Baumwollgewebe mit kontrastreicher, schachbrettartiger Karomusterung.

#### Pepita
Pepita (in England Shepherds Check) ist eine Handelsbezeichnung für Gewebe mit hellen und dunklen (meist schwarzen und weißen), kleinkarierten Farbeffekten. Meist ist die Gewebebindung ein Gleichgratköper K 2/2 bei einer Schär- und Schussfolge von 4 Fäden hell/4 Fäden dunkel oder 6/6 bzw. 8/8.
Verwendung findet das Muster bei der Pepitahose oder Kochhose, einem berufstypischen Kleidungsstück für Küche und Backstube.

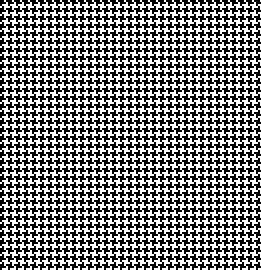
Hahnentrittmuster im Gewebebild
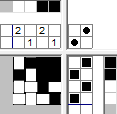
Webpatrone für das Hahnentrittmuster
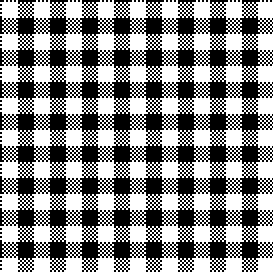
Vichykaros im Gewebebild
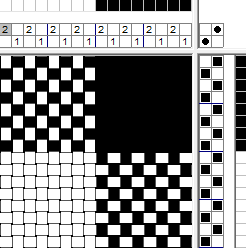
Webpatrone für Vichykaros
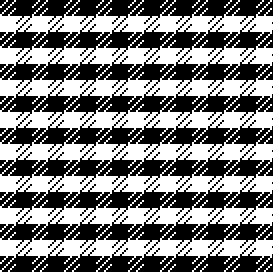
Pepitamuster im Gewebebild
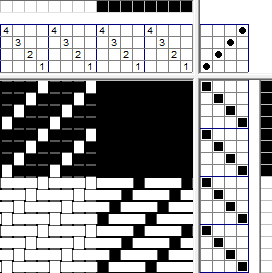
Webpatrone für das Pepitamuster
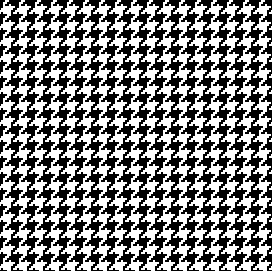
Vichymuster im Gewebebild
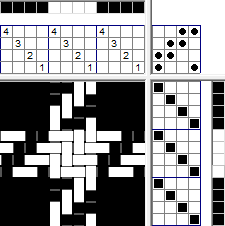
Webpatrone für das Vichymuster

### Gewebemusterungen durch unterschiedliche Schär- und/oder Schussfolge von farbigen Fäden

#### Glencheck und Prince of Wales Check

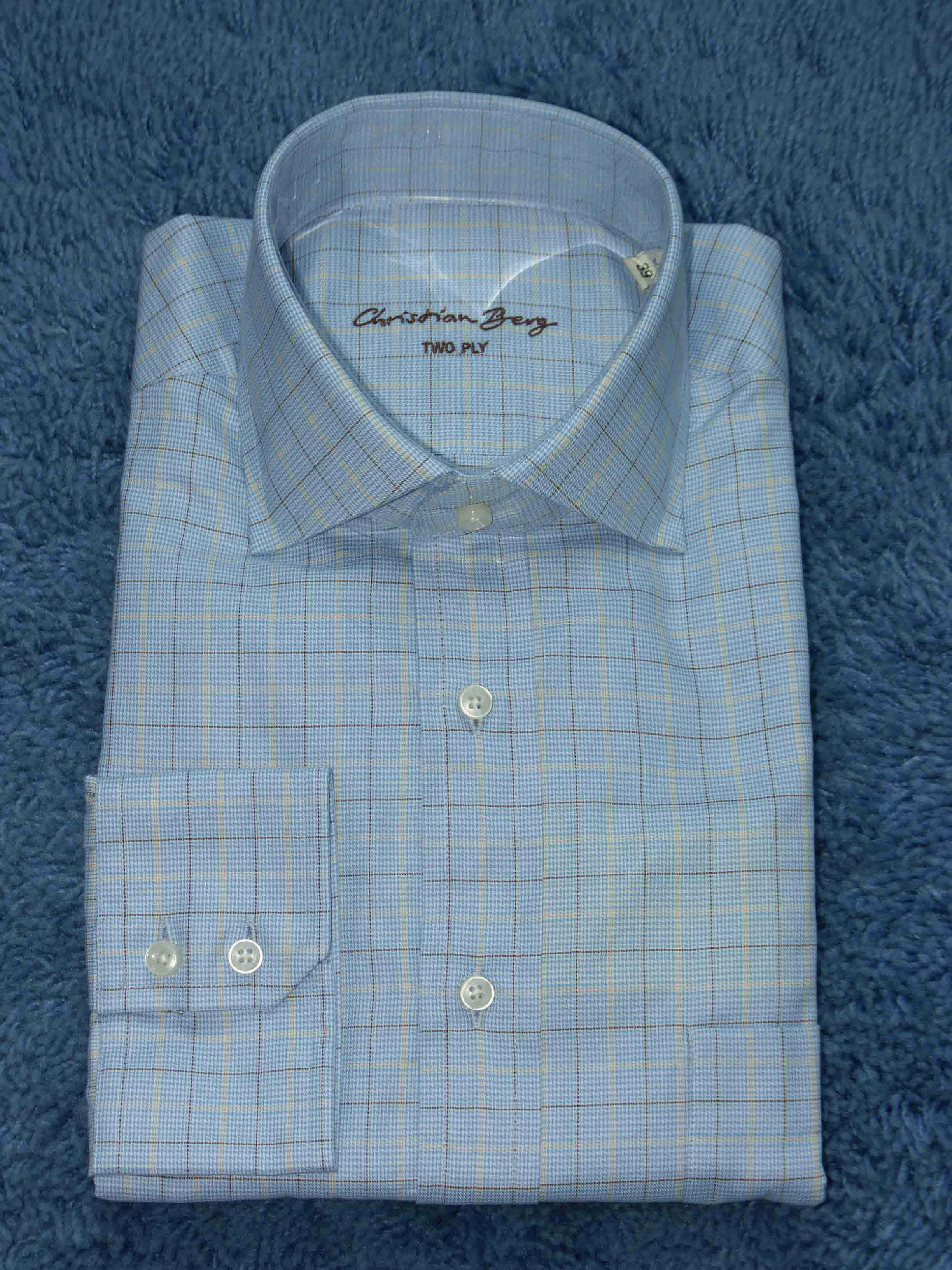
Businesshemd mit Prince-of-Wales-Muster

Der Glencheck (englisch Glen Urquhart Check oder Glen Check, in Österreich Esterhazy, in Frankreich Principe di Galles) ist eine traditionelle Musterung für Hemden und Oberbekleidung wie Anzüge, seltener für Krawatten. Das Design wurde in einem District in der Nähe von Loch Ness in den Highlands von Schottland entwickelt, wo die Burg Urquhart Loch Ness überragt.
Zu beachten ist, dass manchmal Glen Urquhart Check mit Prince Of Wales Check verwechselt wird, weil beide sich gleichen, obwohl letzterer ein zusätzliches Überkaro aufweist.
Verläuft über einem feinen Karomuster ein weiteres kontrastfarbenes Überkaro, wird vom Prince Of Wales Check gesprochen. Das Original des Prince Of Wales Check wurde für Edward II. von England gewebt, als er Anfang des 14. Jahrhunderts Fürst von Wales war. Edward VIII. hingegen, der im frühen 20. Jahrhundert Fürst von Wales wurde (der spätere Duke of Windsor), trug den Glencheck (Glen Urquhart Check) ohne Überkaro. Dies hat zu den Unklarheiten bezüglich der Benennung dieser sehr ähnlichen Karomuster geführt.
Die Kontraste für beide Karoarten können dabei unterschiedlich stark gewählt werden; je stärker, desto sportlicher ist der Anlass bzw. die Verwendung. Grundsätzlich ist ein Glencheckmuster eher für Tagesbekleidung geeignet als für den abendlichen festlichen Auftritt.
Diese klassische Musterung ist aus den schottischen Clantrachten entstanden, die sich durch verschiedenartige Karomuster unterscheiden. In England (wo diese Stoffmusterung sehr beliebt ist) wird ebenfalls nicht genau zwischen Glen Urquhart Check und Prince of Wales Check unterschieden. In Frankreich ist das Muster als Prince de Galles und in Österreich als Esterházy bekannt.

Glencheck

Prince Of Wales Check

#### Nadelstreifen bzw. Nadelstreif

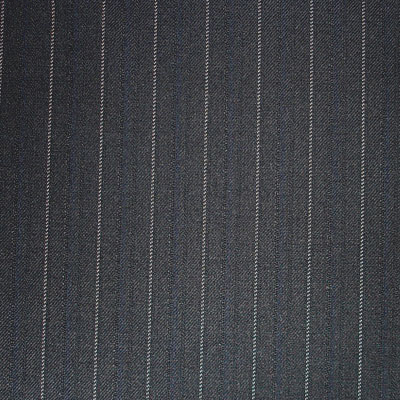
Nadelstreif(en)

Es handelt sich um ein klassisches Muster, das in Deutschland als „Nadelstreifen“, in Österreich und in der Schweiz als „Nadelstreif“ bezeichnet wird und bei dem farblich abgehobene Kettfäden in ein Grundgewebe eingearbeitet werden, die als feine Längsstreifen erscheinen. Überwiegend handelt es sich um helle Kettfäden in dunklem Grundgewebe von zumeist dunkelgrauer oder dunkelblauer Farbe. Der Nadelstreif(en)anzug wird häufig mit gehobener Gesellschaft assoziiert, ist aber vor allem – meist dunkelblau – die fast uniforme Herrenbekleidung im internationalen Geschäftsleben (Nadelstreifen-Anzug).

#### Donegal
Es ist die Handelsbezeichnung für ein grobfädiges Streichgarngewebe.

#### Tweed
Tweedgewebe haben grobes noppiges Aussehen.

#### Homespun
Dieses Gewebe besteht aus groben Streichgarnen.

#### Fil-à-Fil
Dieses Gewebe ist gekennzeichnet durch die Schär- und Schussfolge von einem hellen und einem dunklen Faden.

## Polka Dots

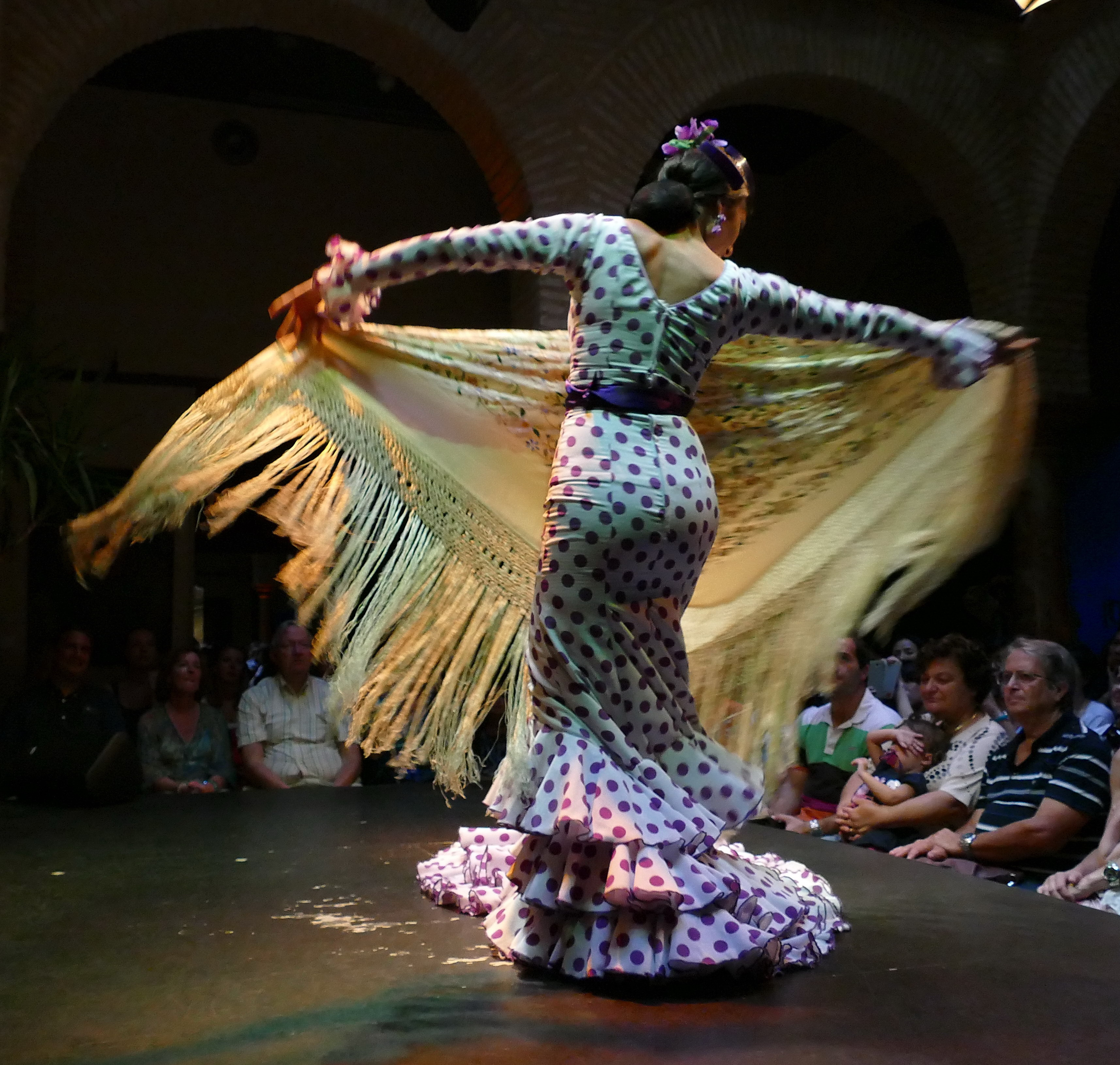
Flamencotänzerin in einem Kleid mit Polka-Dot-Muster

Unter Polka Dots versteht man ein Muster aus gleich großen, gefüllten, regelmäßig angeordneten Kreisen. Die Punkte werden nicht gewebt, sondern auf den Stoff aufgedruckt, manchmal auch gestickt. Die Herkunft des Namens ist ungeklärt; insbesondere ob ein Zusammenhang mit dem gleichnamigen Tanz besteht.
Ursprünglich war das Muster vor allem in den Kostümen der Flamenco-Tänzerinnen gebräuchlich. Ende des 19. Jahrhunderts fand es Eingang in die allgemeine Mode. Einen besonderen Popularitätsschub erlebten die Polka Dots 1926, als Miss America in einem gepunkteten Badeanzug siegte. Seit dem Zeichentrickfilm Steamboat Willie sind sie auch ein Markenzeichen von Walt Disneys Minnie Maus.
Mittlerweile werden die Polka Dots vor allem auf Kleidern, Badeanzügen, in der Kindermode sowie auf Krawatten, Halstüchern und anderen Accessoires verwendet. Erwähnt wurde das Muster auch im Titel des 1960 veröffentlichten Songs Itsy Bitsy Teenie Weenie Yellow Polka Dot Bikini von Brian Hyland.
Im Radsport werden Polka Dots bei einigen bedeutenden Radrennen zur Kennzeichnung von Wertungstrikots benutzt. Ein entsprechendes Trikot tragen z. B. die Führenden der Bergwertung bei der Tour de France und der Vuelta a España.